# Hule (södra)
Hule (södra) utgör den östra delen av naturreservatet Hula naturreservat belägen i Breareds socken i Halmstads kommun i Halland. Den västra delen beskrivs i Hule (norra)
Denna del är belägen på sjön Simlångens östra sida. På denna del gick djur på betade under sommaren i den ohägnade så kallade utmarken.
Områdena är tillsammans 19 hektar stora och skyddade sedan 1974.